# Historia térmica de la Tierra
La historia térmica de la Tierra es el estudio de la historia de enfriamiento del interior de la Tierra. Es un subcampo de la geofísica. Las historias térmicas también se calculan para el enfriamiento interno de otros cuerpos planetarios y estelares. El estudio de la evolución térmica del interior de la Tierra es incierto y controvertido en todos los aspectos, incluyendo la interpretación de las observaciones petrológicas utilizadas para inferir la temperatura del interior, la dinámica del fluido responsable de la pérdida de calor, y las propiedades del material que determinan la eficiencia del transporte de calor. 

## Visión general
Las observaciones que se pueden usar para inferir la temperatura del rango interior de la Tierra, van desde las rocas más antiguas de la Tierra hasta las imágenes sísmicas modernas del tamaño del núcleo interno. Las rocas volcánicas antiguas pueden asociarse con una profundidad y temperatura de fusión a través de su composición geoquímica.  Usando esta técnica y algunas inferencias geológicas acerca de las condiciones bajo las cuales se preserva la roca, se puede inferir la temperatura del manto. El manto en sí mismo es totalmente convectivo, de modo que su temperatura es básicamente constante a cualquier profundidad fuera de las capas límite superior e inferior térmicas.  Esto no es del todo cierto porque la temperatura en cualquier cuerpo convectivo bajo presión debe aumentar a lo largo de una adiabática, pero el gradiente de temperatura adiabático suele ser mucho menor que los saltos de temperatura en los límites. Por lo tanto, el manto generalmente se asocia con una temperatura única o potencial que se refiere a la temperatura del manto medio extrapolada a lo largo de la adiabática a la superficie. La temperatura potencial del manto se estima en alrededor de 1350 °C en la actualidad. Hay una temperatura potencial análoga del núcleo, pero como no hay muestras del núcleo, su temperatura actual depende de la extrapolación de la temperatura a lo largo de una adiabática desde el límite interno del núcleo, donde el hierro sólido está algo restringido.

## Termodinámica
La formulación matemática más simple de la historia térmica del interior de la Tierra implica la evolución temporal de las temperaturas media y media del manto. Para derivar estas ecuaciones, primero se debe escribir el balance de energía para el manto y el núcleo por separado. Son: 
{\displaystyle Q_{\text{superficie}}=Q_{\text{sec,manto}}+Q_{\text{rad}}+Q_{\text{cmb}}}
por el manto, y 
{\displaystyle Q_{\text{cmb}}=Q_{\text{sec,núcleo}}+Q_{\text{L}}+Q_{\text{G}}}
para el núcleo  {\displaystyle Q_{\text{superficie}}}es el flujo de calor de la superficie [W] en la superficie de la Tierra (y el manto), {\displaystyle Q_{\text{sec,man}}=M_{\text{man}}c_{\text{man}}dT_{\text{man}}/dt}es el calor de enfriamiento secular del manto, y {\displaystyle M_{\text{man}}},  {\displaystyle c_{\text{man}}} y  {\displaystyle T_{\text{man}}}son la masa, el calor específico y la temperatura del manto  {\displaystyle Q_{\text{rad}}}es la producción de calor radiogénico en el manto y  {\displaystyle Q_{\text{cmb}}}es el flujo de calor desde el límite del manto del núcleo  {\displaystyle Q_{\text{sec,núcleo}}=M_{\text{núcleo}}c_{\text{núcleo}}dT_{\text{núcleo}}/dt}  es el calor de enfriamiento secular del núcleo, y  {\displaystyle Q_{\text{L}}}y  {\displaystyle Q_{\text{G}}}son el flujo de calor latente y gravitacional desde el límite del núcleo interno debido a la solidificación del hierro. Resolviendo para  {\displaystyle dT_{\text{man}}/dt} {\displaystyle dT_{\text{man}}/dt} y  {\displaystyle dT_{\text{núcleo}}/dt} da,
{\displaystyle {\frac {dT_{\text{man}}}{dt}}={\frac {3(-Q_{\text{superficie}}-Q_{\text{cmb}})}{4\pi \rho _{\text{m}}c_{\text{m}}(R^{3}-R_{\text{c}}^{3})}}+{\frac {Q_{\text{rad}}}{V_{\text{m}}\rho _{\text{m}}c_{\text{m}}}}}
y, 
{\displaystyle {\frac {dT_{\text{núcleo}}}{dt}}=Q_{\text{cmb}}\left[A_{\text{c}}(L+E_{G})\left({\frac {R_{i}}{R_{\text{c}}}}\right)^{2}\rho _{i}{\frac {dR_{i}}{dT_{\text{cmb}}\eta _{\text{c}}}}-{\frac {R_{\text{c}}^{3}-R_{i}^{3}}{3R_{\text{c}}^{3}}}\rho _{\text{c}}c_{\text{c}}\right]^{-1}}

## Catástrofe termal
En 1862, Lord Kelvin calculó la edad de la Tierra al suponer que la Tierra se había formado como un objeto completamente fundido y determinó la cantidad de tiempo que tomaría la refrigeración de la superficie cercana hasta su temperatura actual. Dado que el uniformitarismo requería una Tierra mucho más antigua, existía una contradicción. Con el tiempo, se descubrieron las fuentes de calor adicionales dentro de la Tierra, lo que permite una mucho mayor edad. Esta sección trata sobre una paradoja similar en la geología actual, llamada catástrofe térmica . 
La catástrofe térmica de la Tierra se puede demostrar resolviendo las ecuaciones anteriores para la evolución del manto con  {\displaystyle Q_{\text{cmb}}=0}. La catástrofe se define cuando la temperatura media del manto  {\displaystyle T_{\text{man}}}supera el manto solidus para que todo el manto se derrita. Usando la relación de Urey geoquímicamente preferida de {\displaystyle Ur=1/3} y el exponente de enfriamiento geodinámicamente preferido de {\displaystyle {\text{beta}}=1/3}la temperatura del manto alcanza el manto sólido (es decir, una catástrofe) en 1-2 Ga. Este resultado es claramente inaceptable porque existe evidencia geológica de un manto sólido tan atrás como 4 Ga (y posiblemente más). Por lo tanto, el problema de la catástrofe térmica es la principal paradoja en la historia térmica de la Tierra. 

## Nueva Paradoja del Núcleo
La "Nueva Paradoja del Núcleo"  postula que las nuevas revisiones ascendentes a la conductividad térmica del hierro medida de manera empírica en las condiciones de presión y temperatura del núcleo de la Tierra implican que la dínamo está estratificada térmicamente en la actualidad impulsado únicamente por la convección compositiva asociada con la solidificación del núcleo interno.  Sin embargo, la amplia evidencia paleomagnética de un geodynamo más viejo que la edad probable del núcleo interno (~ 1 Gyr) crea una paradoja en cuanto a qué potencia el geodynamo antes de la nucleación interna del núcleo. Recientemente se ha propuesto que una mayor velocidad de enfriamiento del núcleo y una menor velocidad de enfriamiento del manto pueden resolver la paradoja en parte.  Sin embargo, la paradoja sigue sin resolverse. 
Dos restricciones adicionales han sido propuestas recientemente. Las simulaciones numéricas de las propiedades del material del hierro a alta presión-temperatura reclaman un límite superior de 105 W/m/K a la conductividad térmica. Esta revisión a la baja de la conductividad alivia parcialmente los problemas de la Nueva Paradoja del Núcleo al reducir el flujo de calor adiabático del núcleo requerido para mantener el núcleo térmicamente convectivo. Además, los recientes experimentos geoquímicos han llevado a la propuesta de que el calor radiogénico en el núcleo es más grande de lo que se pensaba anteriormente. Esta revisión, si es verdadera, también aliviaría los problemas con el balance de calor del núcleo al proporcionar una fuente de energía adicional en el tiempo. 

## Otras lecturas
- Boehler, Reinhard (1996). «MELTING TEMPERATURE OF THE EARTH'S MANTLE AND CORE: Earth's Thermal Structure». Annual Review of Earth and Planetary Sciences 24 (1): 15-40. Bibcode:1996AREPS..24...15B. doi:10.1146/annurev.earth.24.1.15.
- Davies, Geoffrey F. (2001). Dynamic earth : plates, plumes and mantle convection (Repr. edición). Cambridge: Cambridge University Press. ISBN 9780521599337.
- Fowler, C.M.R. (2006). «7. Heat». The solid earth : an introduction to global geophysics (2nd edición). Cambridge, UK: Cambridge University Press. pp. 269-325. ISBN 9780521893077.
- Jacobs, J.A. (1992). «4. The thermal history of the Earth». Deep interior of the earth (1st edición). London: Chapman & Hall. ISBN 9780412365706.
- McKenzie, Dan; Weiss, Nigel (1975). «Speculations on the Thermal and Tectonic History of the Earth». Geophysical Journal of the Royal Astronomical Society 42 (1): 131-174. doi:10.1111/j.1365-246X.1975.tb05855.x.
- Pollack, Henry N.; Hurter, Suzanne J.; Johnson, Jeffrey R. (1993). «Heat flow from the Earth's interior: Analysis of the global data set». Reviews of Geophysics 31 (3): 267. Bibcode:1993RvGeo..31..267P. doi:10.1029/93RG01249.
- Sharpe, H. N.; Peltier, W. R. (1978). «Parameterized mantle convection and the Earth's thermal history». Geophysical Research Letters 5 (9): 737-740. Bibcode:1978GeoRL...5..737S. doi:10.1029/GL005i009p00737.
- Williams, Quentin (6 de octubre de 1997). «Why is the earth's core so hot? And how do scientists measure its temperature?». Ask the experts. Scientific American. Consultado el 6 de abril de 2013.